# Sea The Stars
Sea The Stars, né en 2006, est un cheval de course pur-sang anglais. Vainqueur du Derby d'Epsom et du Prix de l'Arc de Triomphe avant de devenir un grand étalon, il est membre du Hall of Fame des courses britanniques.

## Carrière de courses
Sea The Stars n'a pas gagné pour ses débuts, à 2 ans, lui qu'on attendait au tournant étant donné ses origines de rêve. Mais ce fut la seule défaite de sa carrière. Il s'impose pour sa deuxième sortie, et s'adjuge dans la foulée les Beresford Stakes, un groupe 2, en faisant belle impression. Puis vient l'hiver. 

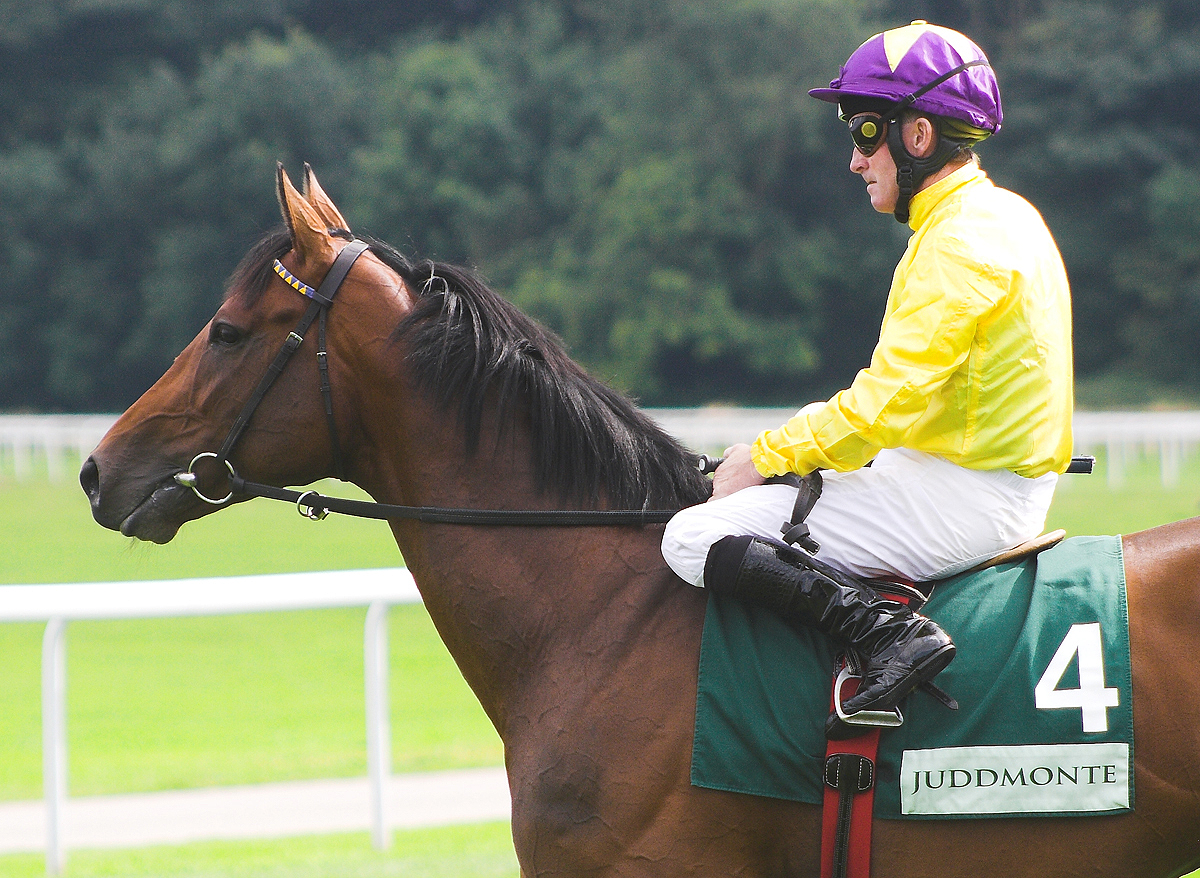
Sea The Stars lors des International Stakes, en 2009

Au printemps 2009, il effectue sa rentrée directement dans les 2000 Guinées, où il s'élance dans la peau du deuxième favori, derrière Delegator, le vainqueur des Craven Stakes, une course préparatoire très prisée. À l'arrivée, les positions sont inversées : Sea The Stars est devant, et Delegator derrière. Il lui reste cependant à asseoir son leadership dans le Derby, où il doit affronter les 2.400 mètres du parcours compliqué d'Epsom. Des doutes subsistant sur sa tenue (si, côté maternel, tout tend à prouver qu'il sera à l'aise sur la distance, son père demeure un miler), il n'a pas les faveurs du betting, d'autant qu'une nouvelle fois, l'armada O'Brien se dresse devant lui, emmenée par les bons Fame and Glory et Masterofthehorse. Mais Sea The Stars prouve qu'il sort de l'ordinaire en offrant un véritable récital. Sacré meilleur poulain d'Europe, il fait l'impasse sur le Derby d'Irlande et défie une première fois ses aînés dans les Eclipse Stakes, qu'il gagne sans coup férir. En août, les International Stakes réduits à quatre partants ressemblent à un match à deux face contre le Coolmore Mastercraftsman, flanqué de deux leaders affrétés par l'écurie irlandaise. Sea The Stars s'impose facilement. Puis en septembre dans les Irish Champion Stakes, il surclasse une nouvelle fois Fame and Glory et Mastercraftsman pour glané son cinquième groupe 1 consécutif.  
Sea The Stars se présente donc dans la peau du cheval à battre lors du Prix de l'Arc de Triomphe, en octobre à Longchamp. Face à 18 adversaires, il s'impose magistralement, après avoir longtemps patienté au cœur du peloton, devançant de deux longueurs Youmzain et Cavalryman. Cette victoire assoit la réputation du poulain, sans aucun doute l'un des meilleurs chevaux de l'histoire, ainsi qu'en témoigne son rating Timeform, situé à 140, soit l'un des 10 plus hauts de tous les temps, et celui de la FIAH, 136, le troisième meilleur rating du XXIe siècle derrière Frankel et Flightline. Le seul cheval, en tout cas, à avoir réussi le triplé 2000 Guinées / Derby / Arc la même année. Ce qui vaut bien une admission au Hall of Fame des courses britanniques, en 2023. 

### Résumé de carrière
| Date        | Hippodrome   | Pays        | Course                    | Statut      | Distance    | Jockey      | Place       | Écart       | Vainqueur ou deuxième | Temps       |
| 2008, 2 ans | 2008, 2 ans  | 2008, 2 ans | 2008, 2 ans               | 2008, 2 ans | 2008, 2 ans | 2008, 2 ans | 2008, 2 ans | 2008, 2 ans | 2008, 2 ans           | 2008, 2 ans |
| ----------- | ------------ | ----------- | ------------------------- | ----------- | ----------- | ----------- | ----------- | ----------- | --------------------- | ----------- |
| 13 juillet  | Curragh      | Irlande     | Maiden                    |             | 1 400 m     | M. Kinane   | 4e / 18     | 1           | Driving Snow          | 1'27"27     |
| 17 août     | Leopardstown | Irlande     | Maiden                    |             | 1 400 m     | M. Kinane   | 1er / 14    | 2 ½         | Dark Humour           | 1'34"90     |
| 28 avril    | Curragh      | Irlande     | Beresford Stakes          | Gr. 2       | 1 600 m     | M. Kinane   | 1er / 6     | 1/2         | Mourayan              | 1'42"30     |
| 2009, 3 ans |              |             |                           |             |             |             |             |             |                       |             |
| 2 mai       | Newmarket    | Royaume-Uni | 2000 Guinées              | Gr. 1       | 1 600 m     | M. Kinane   | 1er / 15    | 1 ½         | Delegator             | 1'35"88     |
| 6 juin      | Epsom        | Royaume-Uni | Derby                     | Gr. 1       | 2 400 m     | M. Kinane   | 1er / 12    | 1 ¾         | Fame and Glory        | 2'36"74     |
| 4 juillet   | Sandown      | Royaume-Uni | Eclipse Stakes            | Gr. 1       | 2 000 m     | M. Kinane   | 1er / 10    | 1           | Rip Van Winkle        | 2'03"40     |
| 18 août     | York         | Royaume-Uni | International Stakes      | Gr. 1       | 2 080 m     | M. Kinane   | 1er / 7     | 1           | Mastercraftsman       | 2'05"29     |
| 5 septembre | Leopardstown | Irlande     | Irish Champion Stakes     | Gr. 1       | 2 000 m     | M. Kinane   | 1er / 7     | 2 ½         | Fame and Glory        | 2'03"90     |
| 4 octobre   | Longchamp    | France      | Prix de l'Arc de Triomphe | Gr. 1       | 2 400 m     | M. Kinane   | 1er / 19    | 2           | Youmzain              | 2'26"30     |

## Au haras
Fils de la grande Urban Sea (elle-même gagnante du Prix de l'Arc de Triomphe 1993), frère du prodigieux Galileo, Sea The Stars est très attendu au haras. À partir de 2010, il officie en Irlande, à Giltown Stud (propriété de l'Aga Khan), au tarif de 85 000 € la saillie. Certaines des plus prestigieuses poulinières lui seront présentées, à l'instar de la championne Zarkava. Il ne tarde pas à se mettre en valeur dans ses nouvelles attributions, puisqu'il revendique deux vainqueurs classiques dès sa première production, avec Taghrooda, lauréate des Oaks, et le champion allemand Sea The Moon (Derby Allemand). Son prix de saillie s'en voit réévalué à la hausse, à 150 000 € puis 200 000 € en 2024 et 250 000 € en 2025, ce qui le place parmi les étalons les plus chers au monde. Parmi ses meilleurs produits, citons (avec, entre parenthèses, le père de mère) :  
- Stradivarius (Bering) : l'un des meilleurs stayers de l'histoire, triple vainqueur de la Gold Cup, quadruple vainqueur de la Goodwood Cup, élu trois fois stayer de l'année en Europe (2018-2020).
- Baaeed (Kingmambo) : Prix du Moulin de Longchamp, Queen Elisabeth II Stakes, Lockinge Stakes, Queen Anne Stakes, Sussex Stakes, International Stakes. Cheval de l'année en Europe (2022).
- Star Catcher (Horse Chestnut) : Irish Oaks, Prix Vermeille, British Champions Fillies' and Mares' Stakes, meilleure 3 ans de l'année en Europe (2019).
- Sea of Class (Hernando) : Irish Oaks, Yorkshire Oaks. 2e Prix de l'Arc de Triomphe.
- Taghrooda (Sadler's Wells) : Oaks, King George VI & Queen Elizabeth Stakes, 3e Prix de l'Arc de Triomphe.
- Harzand (Xaar) : Derby, Irish Derby.
- Hukum (Kingmambo) : Coronation Cup, King George VI & Queen Elizabeth Stakes.
- Emily Upjohn (Barathea) : British Champions Fillies' and Mares' Stakes, Coronation Cup.
- Cloth of Stars (Kingmambo) : Prix Ganay, 2e Prix de l'Arc de Triomphe.
- Sea The Moon (Monsun) : Derby Allemand, deux fois tête de liste des étalons en Allemagne.
- Sosie (Shamardal) : Grand Prix de Paris.

## Origines
Sea The Stars est le joyau de son père Cape Cross, un miler talentueux, lauréat entre autres des Lockinge Stakes et placé du Prix Jacques Le Marois. Il a remarquablement tracé au haras, où ses services étaient facturés 50.000 € lorsqu'il a conçu Sea The Stars, donnant un autre vainqueur d'Arc, le Derby-winner Golden Horn, ce qui fait de lui l'un des six étalons à revendiquer un tel exploit (avec Galileo, Sadler's Wells, Riverman, Ribot et Tourbillon). Il est également le père de la championne Ouija Board.  
Pour les origines maternelles de Sea The Stars, cf. l'article Urban Sea.

### Pedigree
| Origines de Sea The Stars (IRE), mâle bai né en 2006 | Origines de Sea The Stars (IRE), mâle bai né en 2006 | Origines de Sea The Stars (IRE), mâle bai né en 2006 | Origines de Sea The Stars (IRE), mâle bai né en 2006 |
| ---------------------------------------------------- | ---------------------------------------------------- | ---------------------------------------------------- | ---------------------------------------------------- |
| Père Cape Cross                                      | Green Desert                                         | Danzig                                               | Northern Dancer                                      |
| Père Cape Cross                                      | Green Desert                                         | Danzig                                               | Pas De Nom                                           |
| Père Cape Cross                                      | Green Desert                                         | Foreign Courier                                      | Sir Ivor                                             |
| Père Cape Cross                                      | Green Desert                                         | Foreign Courier                                      | Courtly Dee                                          |
| Père Cape Cross                                      | Park Appeal                                          | Ahonoora                                             | Lorenzaccio                                          |
| Père Cape Cross                                      | Park Appeal                                          | Ahonoora                                             | Helen Nichols                                        |
| Père Cape Cross                                      | Park Appeal                                          | Balidaress                                           | Balidar                                              |
| Père Cape Cross                                      | Park Appeal                                          | Balidaress                                           | Innocence                                            |
| Mère Urban Sea                                       | Miswaki                                              | Mr. Prospector                                       | Raise a Native                                       |
| Mère Urban Sea                                       | Miswaki                                              | Mr. Prospector                                       | Gold Digger                                          |
| Mère Urban Sea                                       | Miswaki                                              | Hopespringseternal                                   | Buckpasser                                           |
| Mère Urban Sea                                       | Miswaki                                              | Hopespringseternal                                   | Rose Bower                                           |
| Mère Urban Sea                                       | Allegretta                                           | Lombard                                              | Agio                                                 |
| Mère Urban Sea                                       | Allegretta                                           | Lombard                                              | Promised Lady                                        |
| Mère Urban Sea                                       | Allegretta                                           | Anatevka                                             | Espresso                                             |
| Mère Urban Sea                                       | Allegretta                                           | Anatevka                                             | Almyra (famille 9-h)                                 |